# Delegación (derecho administrativo)
La delegación es, en derecho administrativo, la traslación por un ente u órgano superior a otro de nivel inferior del ejercicio de una competencia, reteniendo el delegante la titularidad de la misma.
La delegación supone, por cierto, que la autoridad delegante esté facultada por la ley o el reglamento para realizar la delegación. El acto de delegación, con todo, se verifica en virtud de un acto administrativo de carácter específico. Por esta misma razón, la delegación es esencialmente revocable por la autoridad delegante.
Debe destacarse que la responsabilidad por las decisiones administrativas que se adopten o por las actuaciones que se ejecuten recaerá en el órgano delegante. El órgano delegante conserva su deber de control jerárquico sobre el delegado. Del mismo modo, en la denominada delegación de firma, la responsabilidad permanece en la autoridad delegante.
Naturalmente, mientras se encuentre vigente la delegación, la autoridad no podrá avocarse el ejercicio de la potestad delegada.

## Tipos de delegación

### Delegación de funciones
Se denomina descentralización la que determina la estructura organizativa en forma vertical, es decir la cadena de mandos esto se refiere a la cesión del poder de decisión de un nivel superior a un nivel inferior; esto es algo que varía en las organizaciones; pudiéndose encontrar los dos extremos: la escasa o la nula delegación, frente a una fuerte descentralización.
Existen tres razones importantes por la cual no se debe abusar de la descentralización:
1.- Se ahorra en gastos de ejecutivos.
2.- La comunicación interna es más veloz.
3.- Se evitan distorsiones en la transmisión de órdenes e información.

### Delegación de actividades operativas
Denominado departamentalización este establece la estructura horizontal de la organización, consiste en la sectorización de objetivos, procesos, actividades y recursos a través de la división del trabajo y la especialización.

## Liderazgo y delegación
Una persona que posea todas las cualidades de un líder, sin duda, tiene que saber cómo delegar de manera eficiente ya que liderar implica conseguir resultados a través de un equipo, y esto será imposible de lograr sin delegar. Cuando no se delega, o se hace mal, encontramos gente desmotivada, molesta, frustrada y equipos que no logran funcionar en todo su potencial ni pueden conseguir los resultados esperados ya que la delegación también es una herramienta utilizada en la motivación personal. La motivación implica descubrir y apelar a los valores e intereses de las personas para que ellas se “hagan dueñas” de lo que se les encomienda. Así, una adecuada delegación a personas que están dispuestas a aceptar esa autoridad y responsabilidad, puede funcionar como un factor motivador que haga el contenido del trabajo de las personas más atractivo, que signifique un modo de desarrollo y crecimiento profesional, entre otros.
En todas las compañías existen tareas operativas y fáciles de aprender que no requieren demasiado control, esas son las más fáciles de delegar. Para establecer los diferentes niveles de actividades a delegar, se podría armar una matriz de análisis donde, a menor dificultad y mayor valor agregado de la tarea, más fácil resultará delegarla. Como contrapartida, cuanto más compleja y estratégica sea la tarea, será más difícil de delegar. En esas ocasiones, el mejor camino es pasar por la delegación por grados, hasta saber si la persona está lista para nuevos desafíos. La manera de aumentar los grados de la delegación se basa en la confianza que genera la persona, si tiene capacidad y si obtuvo los resultados esperados.